# Soslan Mairbekowitsch Kzojew
Soslan Mairbekowitsch Kzojew (russisch Сослан Маирбекович Кцоев; * 7. Oktober 1982 in Beslan) ist ein russischer Ringer. Er wurde 2009 Europameister im freien Stil im Mittelgewicht (bis 84 kg Körpergewicht).

## Werdegang
Soslan Kzojew stammt aus Nordossetien und ist Mitglied des Sportclub Spartak Wladikawkas. Er wird bzw. wurde dort von Chassan Apajew, Alan Abajew und Elbrus Dudajew trainiert. Der 1,77 Meter große Athlet wiegt ca. 85 kg und ringt im Mittelgewicht und ausschließlich im freien Stil. Mit dem Ringen begann er im Jahre 1999. Er hat eine Ausbildung zum Betriebswirt, beschäftigt sich aber zurzeit nur mit dem Ringen.
Vor seinem Sieg bei der Europameisterschaft 2009 in Vilnius, bei dem er bereits über 26 Jahre alt war, hat Soslan Kzojew noch an keiner anderen internationalen Meisterschaft teilgenommen. Er kann somit als Spätstarter auf der internationalen Ringermatte bezeichnet werden. Seit dem Jahre 2005 hat er allerdings bei einigen wichtigen internationalen Turnieren schon Siege oder sehr gute Platzierungen erzielt. So siegte er z. B. im Jahre 2007 beim "Dan-Kolew"-Turnier in Sofia vor Miroslaw Gotschew aus Bulgarien und Gennadi Laliew aus Kasachstan. Im Jahre 2008 siegte er beim Kiew-Cup vor Taras Danko aus der Ukraine und Rewas Mindoraschwili aus Georgien, der wenige Monate später in Peking Olympiasieger werden sollte.
Soslan Kzojew scheiterte im Jahre 2008 bei dem als russische Qualifikation für die Olympischen Spiele geltenden "Iwan-Jarigin"-Turnier in Krasnojarsk an Georgi Ketojew und belegte damit den 3. Platz, hatte damit aber keine Chance für die Spiele in Peking nominiert zu werden. Im Jahre 2009 gewann er dieses Turnier vor seinen Landsleuten Sergei Kirilenko, Ansor Urischew und Magomed Ibragimow und erkämpfte sich damit die Fahrkarte zur Europameisterschaft nach Vilnius, wo er in überlegenem Stil neuer Europameister im Mittelgewicht wurde. Bei der russischen Meisterschaft 2009 musste er sich aber mit dem 3. Platz hinter Abdussalam Gadissow und Albert Saritow begnügen und wurde deshalb bei der Weltmeisterschaft dieses Jahres in Herning/Dänemark nicht eingesetzt.
Am Start war er aber wieder bei der Weltmeisterschaft 2010 in Moskau. Er siegte dort im Mittelgewicht über Donald Brown, Kanada, David Bichinaschwili, Deutschland und Naurus Temresow, Aserbaidschan, unterlag aber im Halbfinale gegen den Überraschungsmann Michail Ganew aus Bulgarien. Im Kampf um die Bronzemedaille siegte er dann über Piotr Janulow aus Moldawien. Vor diesen Weltmeisterschaften war er russischer Meister vor Ansor Urischew, Andrei Valiew und Aslan Unajew geworden.
2011 belegte Soslan Kzojew bei der russischen Meisterschaft im Mittelgewicht hinter Albert Saritow und vor Ansor Urischew und Georgi Rubajew den 2. Platz.

## Internationale Erfolge
| Jahr | Platz | Wettbewerb                                                      | Gewichtsklasse | |
| 2005 | 8.    | "Iwan-Yarigin"-Turnier in Krasnojarsk                           | Mittel         | Sieger: Naurus Temresow, Russland, vor Wadim Lalijew, Russland, Lee Fullhart, USA u. Georgi Ketojew, Russland                                                                                          |
| 2007 | 1.    | "Dan-Kolew"-Turnier in Sofia                                    | Mittel         | vor Miroslaw Gotschew, Bulgarien, Gennadi Lalijew, Kasachstan u. Felix Polianidis, Griechenland |
| 2008 | 1.    | Ziolkowski-Turnier in Łódź                                      | Mittel         | |
| 2008 | 2.    | "Schamil-Umachanow"-Turnier in Chassawjurt                      | Mittel         | hinter Hadschimurad Nurmohamedow, Russland, vor Kazbek Gagijew, Ukraine u. Eldar Batajew, Russland |
| 2008 | 1.    | Kiew-Cup                                                        | Mittel         | vor Taras Danko, Ukraine, Rewas Mindoraschwili, Georgien u. Ludvig Alborow, Russland |
| 2008 | 3.    | "Iwan-Jarigin"-Turnier in Krasnojarsk                           | Mittel         | hinter Georgi Ketojew u. Saschid Saschidow, gemeinsam mit Adam Saitijew, alle Russland |
| 2009 | 1.    | "Iwan-Jarigin"-Turnier in Krasnojarsk                           | Mittel         | vor Sergei Kirilow, Ansor Urischew u. Magomed Ibragimov, alle Russland |
| 2009 | 1.    | EM in Vilnius                                                   | Mittel         | mit Siegen über Adrian Recorean, Rumänien, Naurus Temresow, Aserbaidschan, Miroslaw Gotschew, Bulgarien u. Ibragim Aldatow, Usbekistan                                                                 |
| 2010 | 3.    | "Iwan-Jarigin"-Memorial (FILA-Golden-Grand-Prix) in Krasnojarsk | Mittel         | hinter Abdussalam Gadissow u. Ansor Urischew, bde. Russland |
| 2010 | 3.    | WM in Moskau                                                    | Mittel         | mit Siegen über Donald Brown, Kanada, David Bichinaschwili, Deutschland u. Naurus Temresow, Aserbaidschan, einer Niederlage gegen Michail Ganew, Bulgarien u. einem Sieg über Piotr Ianulow, Moldawien |
| 2011 | 3.    | "Iwan-Yarygin"-Memorial (FILA-Golden-Grand-Prix) in Krasnojarsk | Mittel         | hinter Ansor Urischew u. Albert Saritow, gemeinsam mit Abdussalam Gadissow, alle Russland |
| 2011 | 1.    | "Yasar-Dogu"-Memorial in Istanbul                               | Mittel         | vor İbrahim Bölükbaşı und Serdar Böke, beide Türkei und Naurus Srapilewitsch Temresow |
| 2011 | 5.    | Welt-Cup in Machatschkala                                       | Mittel         | hinter Naurus Srapilewitsch Temresow, Reineri Salas Perez, Kuba, Aibek Usupow, Kirgisistan und Beka Tschelidse, Georgien                                                                               |
| 2011 | 3.    | Golden-Grand-Prix in Baku                                       | Mittel         | hinter Scharif Scharfiow, Serdar Böke, gemeinsam mit Piotr Ianulow, Moldawien |
| 2011 | 1.    | "Moscow Lights" in Moskau                                       | Mittel         | vor Ansor Urischew, Naurus Srapilewitsch Temresow und Michail Ganew, Bulgarien |
| 2011 | 2.    | FILA-Test-Turnier in London                                     | Mittel         | hinter Scharif Scharifow, vor Ehsan Lashgari, Iran und İbrahim Bölükbaşı, Türkei |
| 2013 | 5.    | "Iwan-Yarigin"-FILA-Grand-Prix in Krasnojarsk                   | Mittel         | hinter Ansor Urischew, Magomed Ibragimow und Bechan Kurkijew, alle Russland, sowie Omargadschi Magomedow, Weißrussland                                                                                 |
| 2013 | 1.    | Intern. Olympiaturnier in Olympia                               | Mittel         | vor Timofei Xenidis, Griechenland, Lukas Schöffler und Amadeus Marcus, beide Deutschland |

## Russische Meisterschaften
| Jahr | Platz | Gewichtsklasse | Ergebnisse                                                   |
| 2009 | 3.    | Mittel         | hinter Abdussalam Gadissow und Albert Saritow                |
| 2010 | 1.    | Mittel         | vor Ansor Urischew, Andrei Walijew und Aslan Junajew         |
| 2011 | 2.    | Mittel         | hinter Albert Saritow, vor Ansor Urischew und Georgi Rubajew |
| 2013 | 3.    | Mittel         | hinter Schamil Kudijamagomedow und Ansor Urischew            |

## Erläuterungen
- WM = Weltmeisterschaften, EM = Europameisterschaften
- alle Wettbewerbe im freien Stil
- Mittelgewicht, bis 84 kg Körpergewicht